# Purwosari (Pelepat Ilir)
Purwosari is een bestuurslaag in het regentschap Bungo van de provincie Jambi, Indonesië. Purwosari telt 7113 inwoners (volkstelling 2010).